# Морейра, Леонель
Леонель Херардо Морейра Ледесма (исп. Leonel Gerardo Moreira Ledezma; род. 4 апреля 1990, Эредия) — коста-риканский футболист, голкипер клуба «Алахуэленсе». Выступал за сборную Коста-Рики.

## Клубная карьера
Леонель — воспитанник клуба «Эредиано». В основном составе дебютировал 8 ноября 2009 года в матче против УКР. Уже в следующем сезоне стал основным голкипером команды, проведя 32 встречи.
В составе «Эредиано» Леонель выиграл летние чемпионаты 2012 и 2013. Причём титул 2013 года команда получила благодаря уверенной игре вратаря в серии послематчевых пенальти.
В январе 2019 года Морейра был взят в аренду мексиканским клубом «Пачука» на один год. Дебютировал за «Пачуку» 8 января 2019 года в матче Кубка Мексики против «Атланте». 4 февраля 2019 года «Пачука» объявила выкупе Морейры и подписании с ним контракта на четыре года.
В июле 2019 года Морейра отправился в аренду в боливийский клуб «Боливар». Дебютировал за «Боливар» 28 июля 2019 года в матче против «Реал Потоси», в котором пропустил два гола, но его команда выиграла со счётом 5:2.

## Карьера в сборной
В 2007 году в составе юношеской сборной Коста-Рики Леонель выступал на Чемпионате мира 2007. На турнире провёл 4 матча, пропустил 4 мяча.
В 2011 году выступал за сборную Коста-Рики до лет 23 в отборе на Олимпиаду в Лондоне.
В 2011 году Леонель был включён в заявку сборной Коста-Рики на участие в Золотом кубке КОНКАКАФ 2011, однако на турнире ни одного матча не провёл.
За сборную дебютировал в матче первого тура Кубка Америки 2011 против сборной Колумбии. Морейра провёл все три матча своей сборной на групповой стадии.
В 2013 году входил в состав сборной Коста-Рики на Золотой кубок КОНКАКАФ 2013, на турнире не провёл ни одной игры.
Был включён в состав национальной сборной на Золотой кубок КОНКАКАФ 2019. На турнире являлся основным вратарём коста-риканцев, проведя все четыре матча сборной.

## Достижения

### Командные
«Эредиано»
- Чемпион Коста-Рики (6): 2012 верано, 2013 верано, 2015 верано, 2016 верано, 2017 верано, 2018 апертура
- Победитель Лиги КОНКАКАФ: 2018

### Личные
- Лучший вратарь чемпионата Коста-Рики (2): 2018 клаусура, 2018 апертура
- Лучший вратарь Лиги КОНКАКАФ: 2018[13]